# Policordia atlantica
Policordia atlantica is een tweekleppigensoort uit de familie van de Lyonsiellidae. De wetenschappelijke naam van de soort is voor het eerst geldig gepubliceerd in 1974 door Allen & Turner.